# Leverkusen
Leverkusen je grad na jugu njemačke savezne države Sjeverna Rajna-Vestfalija. Nalazi se na desnoj obali rijeke Rajne, na mjestu gdje se u nju ulivaju rijeke Dhünn i Wupper. Južno od Leverkusena je grad Köln.
Prve utvrde na mjestu današnjeg Leverkusena pojavile su se u 12. stoljeću. Cijela regija je 1815. postala dio Pruske.
Mjesta Bergisch Neukirchen i Hitdorf dobila su status grada 1857., a 1858. i mjesto Opladen. To su danas neke od gradskih četvrti.
Ljekarnik Karl Leverkus podigao je 1862., tvornicu ultramarina na obali Rajne i nazvao to malo naselje Leverkusen, po svome obiteljskom imanju. Leverkusova tvornica prodana je 1891. tvrtki Bayer AG. Godine 1930., grupa naselja je ujedinjena u grad Leverkusen.
Grad je danas prvenstveno poznat po svojoj farmaceutskoj industriji, kao i po nogometnom klubu Bayer Leverkusen, u kojem su igrali i hrvatski nogometaši Boris Živković, Niko Kovač, Robert Kovač, Jurica Vranješ i Zoran Mamić. Stadion Bayera, BayArena, ima kapacitet od 22 500 mjesta, i jedan je od najljepših stadiona u Njemačkoj. Poznat je i košarkaški klub Bayer Giants Leverkusen.
Znamenitosti grada su i: dvorac Morsbroich, zatim vodotoranj visok 72 m, japanski vrt iz 1923., veliki park Neuland uz Rajnu i reklama za Bayer, koja je najveća na svijetu, teška 300 tona i promjera 51 m. 